# Кратил
Кратил (на гръцки: Κρατύλος, Кратилос) е древногръцки философ, живял през 5 век пр. Хр. Бил ученик на Хераклит и учител на Платон. Сведения за него присъстват в Платоновия диалог „Кратил“, в „Метафизика“ на Аристотел и при Диоген Лаерций. Останал е известен с това, че докато учителят му Хераклит казвал, че никой не може да влезе два пъти в една и съща река, той твърдял, че човек не може дори и веднъж да влезе в такава. Поради това, някои го причисляват към школата на скептиците.